# Rechtsstaat-Koalition
Die Rechtsstaat-Koalition, auch Rechtsstaat-Allianz (arabisch إئتلاف دولة القانون I'tilāf Dawlat al-Qānūn, DMG Iʾtilāf Daulat al-Qānūn), ist ein Zusammenschluss von mehreren politischen Gruppen im Irak unter der Führung des ehemaligen Premierministers Nuri al-Maliki. Die Koalition trat bei den Regionalwahlen 2009 sowie den Parlamentswahlen 2010 an. 
Nach den Spannungen zwischen dem obersten islamischen Rat und den Saderisten einerseits und der Dawa-Partei andererseits trat letztere aus der Vereinigten Irakischen Allianz aus bildete die Rechtsstaat-Koalition.

## Wahlergebnisse

### Regionalwahl 2009
Bei den Regionalwahlen trat die erstmals formierte Allianz in 14 Provinzen an und konnte in der Hauptstadt Bagdad 28 der 57 vorhandenen Sitze für sich gewinnen. In Basra, der zweitgrößten Stadt des Landes, gewann Rechtsstaat gar 20 der 25 Sitze. Insgesamt ist die Koalition in 12 Provinzen vertreten. Lediglich in Ninawa und al-Anbar konnten keine Sitze in den Regionalparlamenten gewonnen werden.

### Parlamentswahl 2010
Unter der Führung des amtierenden Premierministers Nuri al-Maliki gewann die Rechtsstaatskoalition 89 Sitze im Parlament, wurde aber hinter der Irakija-Koalition von Ijad Allawi nur zweitstärkste Kraft. Insgesamt erhielt man 2,8 Millionen Stimmen und konnte die Mehrheit in fünf Provinzen, darunter auch Bagdad und Basra, erringen.
Im Mai 2010 einigten sich die Rechtsstaats-Koalition sowie die Irakische Nationalallianz auf die Bildung eines parlamentarischen Blocks.

### Regionalwahl 2013
Für die Regionalwahl im Jahr 2013 schlossen sich die Islamische Wertepartei, die Badr-Organization und die Reformbewegung des ehemaligen Premierministers Ibrahim al-Dschafari sowie die „Weiße Irakkiya“, die sich im März 2011 von der Nationalbewegung Allawis losgesagt hatte, der Koalition an.